# Provincia de Bình Phước
La provincia de Binh Phuoc (en vietnamita: Bình Phước) fue una de las provincias que conformaban la organización territorial de la República Socialista de Vietnam. Existió desde 1997 hasta su fusión con la provincia de Đồng Nai en 2025.

## Geografía
Binh Phuoc se localiza en la región del Sureste (Đông Nam Bộ). Tiene un área de 6.857 km², que en términos de extensión es equivalente a la mitad de Montenegro.

## Demografía
La población de esta división administrativa es de 795.900 personas (según las cifras del censo realizado en el año 2005). Estos datos arrojan que la densidad poblacional de esta provincia es de 116,07 habitantes por cada kilómetro cuadrado.

## Transporte
En septiembre de 2007, se realizaron gestiones para considerar la construcción de un tramo de la red del Ferrocarril transasiático, desde Di An a Loc Ninh, cerca de la frontera con el Reino de Camboya.